# Turmhügel Abraham
Der Turmhügel Abraham ist eine abgegangene Höhenburg vom Typus einer Turmhügelburg (Motte) etwa 300 m südöstlich der Einöde Abraham, einem Gemeindeteil der niederbayerischen Gemeinde Obersüßbach im Landkreis Landshut. Die Anlage wird als Bodendenkmal unter der Aktennummer D-2-7337-0019 im Bayernatlas als „Burgstall des Mittelalters“ geführt.

## Beschreibung
Der Burgstall liegt am nordöstlichen Steilhang zum Süßbachtal. Durch einen auslaufenden Halsgraben ist der Burgplatz abgetrennt, wobei der westliche Teil abgestürzt bzw. abgegraben wurde. Von dem ehemals quadratischen Plateau ist nur noch eine dreieckige Fläche mit Seitenkanten von einer Länge von 6, 8 bzw. 14 m erhalten. Auf der Fläche befindet sich ein Eingrabungstrichter und südlich davon ein kleiner Auswurfhügel. Der Höhenunterschied zwischen dem Burgplateau und der Sohle des nach beiden Seiten abfallenden Halsgrabens beträgt 5 m und mehr. Dem nördlichen Teil des Halsgrabens ist ein weiterer flacher Graben vorgelagert, der am südlichen Ende nach Südosten abknickt. Durch diesen vorgelagerten Graben erscheint die Trennung zum Halsgraben als ein etwa 50 m langer Wall. Auf dem Burgplatz ist noch Ziegelschutt vorhanden. Die Anlage ist im Dreißigjährigen Krieg zerstört worden.